# Coco Mademoiselle
Coco Mademoiselle — женский аромат марки Chanel, произведённый в 2001 году. Запах был изобретён Жаком Польжем, работающим в компании Chanel с 1978 года. Этот аромат был награждён парфюмерной премией FiFi Award в номинации Лучший телевизионный рекламный ролик в 2008 году.

## Coco Mademoiselle le Film
В 2007 году компания Chanel запустила новую рекламную кампанию аромата — минифильм, где Кира Найтли сыграла роль Коко Шанель. Режиссёром ролика стал лауреат премии BAFTA — Джо Райт, который уже работал с Кирой Найтли в фильмах «Гордость и предубеждение» (2005) и «Искупление» (2007). Музыкальной темой рекламного минифильма стала кавер-версия соул-певицы Джосс Стоун песни Нат Кинг Коула 1965 года «L-O-V-E». Ролик получил премию FiFi Award в номинации «Лучший телевизионный рекламный ролик» в 2008 году.
В марте 2011 года Chanel представила новый рекламный фильм с Кирой Найтли. Режиссёром снова стал Джо Райт. В качестве саундтрека была использована композиция Джеймса Брауна «It’s a Man’s Man’s Man’s World» (1965) в исполнении Джосс Стоун.

## Состав аромата
Аромат Coco Mademoiselle состоит из следующих парфюмерных нот:
- Верхние ноты: апельсин, мандарин, нероли и бергамот
- Ноты сердца: мимоза, жасмин, турецкая роза и иланг-иланг
- Базовые ноты: бобы тонка, пачули, опопонакс, ваниль, ветивер и белый мускус[3].

## Версии аромата
В настоящее время аромат выпускается в трёх версиях:
- Парфюмерная вода (2001)
- Туалетная вода (2002)
- Духи (2005)

## Лицо аромата
В своё время лицом аромата Coco Mademoiselle были Анук Лепер и Кейт Мосс. В настоящее время аромат представляет Кира Найтли.